# Norbert Giambiasi
 (octobre 2018).
Si vous disposez d'ouvrages ou d'articles de référence ou si vous connaissez des sites web de qualité traitant du thème abordé ici, merci de compléter l'article en donnant les références utiles à sa vérifiabilité et en les liant à la section « Notes et références ».
Norbert Giambiasi, mort en novembre 2016, est un enseignant et chercheur français.

## Biographie
Norbert Giambiasi a obtenu son doctorat en 1974 à l'Université Montpellier-II. Il a préparé son doctorat d'état au Laboratoire d'Automatique de Montpellier (LAM) où il est resté jusqu'en 1981. Il poursuit ensuite sa carrière de Professeur ordinaire à l'Université d'Aix-Marseille où il cofonde le Laboratoire d'Automatique et d'Informatique de Marseille (LAIM).
En octobre 1987, il participe à la création à Nîmes d'une nouvelle école d’ingénieurs (EERIE: École pour les Études et la Recherche en Informatique et Électronique) où il occupe le poste de directeur de la recherche et du développement et fonde le laboratoire de recherche Laboratoire d’étude et de recherche en informatique (LERI). En 1994, il revient à l’Université d’Aix-Marseille où il fonde un nouveau laboratoire du CNRS, le Laboratoire des sciences de l’information et des systèmes (LSIS) composé de plus de deux cents chercheurs. Après la création officielle du LSIS en 2002, il en a été le premier directeur jusqu'en 2009. En 2012, il a été nommé Professeur émérite de l'Université d'Aix-Marseille.
Ses travaux de recherche sont reconnus dans différents domaines de la modélisation et de la simulation de systèmes dynamiques (création de G-DEVS: Generalized DEVS) avec plus de 400 publications internationales, en partie indexées sur DBLP. Il a été chercheur principal de plus de cinquante contrats de recherche, évaluateur de projets de recherche nationaux et européens, membre des comités de programme de plusieurs grandes conférences internationales et éditeur associé de revues internationales. Expert de renommée mondiale, il a participé à la création au cours de sa carrière de plusieurs conférences internationales (Neuro-Nîmes, I3M, TMS).
En plus de ses activités de recherche, Norbert Giambiasi a supervisé plus de quarante doctorants et étudiants de DEA puis Master Recherche. Il a fourni aux jeunes chercheurs son soutien et le crédit pour leur travail scientifique. Un grand nombre de ces personnes sont maintenant des chercheurs et ingénieurs de premier plan dans les universités et l'industrie du monde entier.
Norbert Giambiasi a été un porteur de nombreux partenariats internationaux. En 2007, il a participé à la création du CIFASIS (Centre international franco-argentin de sciences de l'information et de systèmes) en Argentine, un laboratoire de recherche créé pour mener des recherches en collaboration dans les domaines de la science de l'information et des systèmes. Une grande partie de ses recherches ont été menées en collaboration avec des scientifiques internationaux du monde entier au cours de sa carrière.
En 2014, il a été récompensé par le Society for Modeling and Simulation International avec le prix « SCS Outstanding Achievement». En raison de ses nombreuses publications et de son mentorat, il a été considéré comme l’un des meilleurs spécialistes dans le domaine de la modélisation et de la simulation.
Il est décédé en novembre 2016,.

## Publications
- Marco Pocci, Isabel Demongodin, Norbert Giambiasi, Alessandro Giua, Synchronizing sequences on a class of unbounded systems using synchronized Petri nets, Discrete Event Dynamic Systems 26(1), 2016 : 85-108
- An introduction to Timed Sequential Machines in Simulation 90(3), 2014 : 337-352
- Marco Pocci, Isabel Demongodin, Norbert Giambiasi, Alessandro Giua, Testing Experiments on Synchronized Petri Nets, IEEE Trans. Automation Science and Engineering 11(1), 2014 : 125-138
- Gregory Zacharewicz, Maâmar El-Amine Hamri, Claudia S. Frydman, Norbert Giambiasi, A Generalized Discrete Event System (G-DEVS) Flattened Simulation Structure: Application to High-Level Architecture (HLA) Compliant Simulation of Workflow, Simulation 86(3), 2010 : 181-197
- Gregory Zacharewicz, Patrick Pujo, Claudia S. Frydman, Norbert Giambiasi, Environnement G-DEVS/HLA pour la simulation distribuée de systèmes de production multiprocessus, Journal of Decision Systems 18(3), 2009 : 375-402
- Fouzia Ounnar, Patrick Pujo, Lynda Mekaouche, Norbert Giambiasi, Integration of a flat holonic form in an HLA environment, J. Intelligent Manufacturing 20(1), 2009 : 91-111
- Gregory Zacharewicz, Claudia S. Frydman, Norbert Giambiasi, G-DEVS/HLA Environment for Distributed Simulations of Workflows, Simulation 84(5), 2008 : 197-213
- Norbert Giambiasi, Jean Claude Carmona, Generalized discrete event abstraction of continuous systems: GDEVS formalism, Simulation Modelling Practice and Theory 14(1), 2006 : 47-70
- Patrick Pujo, Massimo Pedetti, Norbert Giambiasi, Formal DEVS modelling and simulation of a flow-shop relocation method without interrupting the production, Simulation Modelling Practice and Theory 14(7), 2006 : 817-842
- Maâmar El-Amine Hamri, Norbert Giambiasi, Claudia S. Frydman, Min-Max-DEVS modeling and simulation, Simulation Modelling Practice and Theory 14(7), 2006 : 909-929
- Gabriel A. Wainer, Norbert Giambiasi, Cell-DEVS/GDEVS for Complex Continuous Systems, Simulation 81(2), 2005 : 137-151
- Jean Claude Carmona, Norbert Giambiasi, Aziz Naamane, Generalized Discrete Event Abstraction of Continuous Systems: Application to an Integrator, Journal of Intelligent and Robotic Systems 41(1), 2004 : 37-64
- Watcharee Jumpamule, Jean-Luc Paillet, Norbert Giambiasi, Using Simulation for the Validation of High Level Specifications of Control Systems, Journal of Intelligent and Robotic Systems 38(3-4), 2003 : 345-375
- Gabriel A. Wainer, Norbert Giambiasi, N-dimensional Cell-DEVS Models, in Discrete Event Dynamic Systems 12(2), 2002 : 135-157
- Jean-Luc Paillet, Norbert Giambiasi, DECM, A User Oriented Formalism for High Level Discrete Event Specifications of Real-Time Systems, Journal of Intelligent and Robotic Systems 34(1), 2002 : 27-81
- Gabriel A. Wainer, Norbert Giambiasi, Application of the Cell-DEVS Paradigm for Cell Spaces Modelling and Simulation, Simulation 76(1), 2001 : 22-39
- Sumit Ghosh, Norbert Giambiasi, Breakthrough in Modeling and Simulation of Mixed-Signal Electronic Designs in nVHDL, Simulation 76(5), 2001 : 279-281
- Aziz Naamane, Norbert Giambiasi, A. Damiba, Generalized Discrete Event Simulation of Bond Graph, Simulation 77(1-2), 2011 : 4-22
- Norbert Giambiasi, Claude F. Touzet, Guest Editorial: Applications of Artificial Neural Networks, Journal of Intelligent and Robotic Systems 21(2), 1998 : 101-102

### Direction
- La Gestion de production assistée par ordinateur, G.P.A.O., sous la direction de Norbert Giambiasi et Jean-Claude Rault ; par Guy Doumeingts, Dominique Breuil, Lucas Pun, Hermes, 1983
- Introduction à la conception assistée par ordinateur par Norbert Giambiasi, Jean-Claude Rault et Jean-Claude Sabonnadière, Hermès publishing France, 1983 (2e éd, 1985)
- Techniques de base de la X.A.O., sous la direction de Norbert Giambiasi et Jean-Claude Rault, Hermes, 1983
- Techniques graphiques interactives et C.A.O [conception assistée par ordinateur], sous la direction de Norbert Giambiasi et Jean-Claude Rault, par Michel Lucas et Yvon Gardan, Hermes, 1985